# Micronaclia
Micronaclia is een geslacht van vlinders van de familie spinneruilen (Erebidae), uit de onderfamilie Arctiinae.

## Soorten
- M. eleonora Oberthür
- M. imaitsia Griveaud, 1964
- M. mimetica Griveaud, 1964
- M. purpusilla Mabille
- M. rubrivittata Gaede, 1926
- M. severina Oberthür
- M. simplex (Butler, 1879)